# Krupice (Czarnogóra)
Krupice (cyr. Крупице) – wieś w Czarnogórze, w gminie Pljevlja. W 2011 roku liczyła 50 mieszkańców.